# Justicia bitarkarae
Justicia bitarkarae är en akantusväxtart som beskrevs av J. Gómez-laurito. Justicia bitarkarae ingår i släktet Justicia och familjen akantusväxter. Inga underarter finns listade i Catalogue of Life.